# Presidenti del Vietnam
I presidenti del Vietnam si sono succeduti dal 1945. Nel 1949 fu proclamato, come autonoma entità statuale, lo Stato del Vietnam; il Paese fu definitivamente diviso nel 1955, quando vennero a contrapporsi Vietnam del Nord (o Repubblica Democratica del Vietnam), in linea di continuità con la precedente entità statuale, e Vietnam del Sud, con un proprio presidente. La riunificazione avvenne nel 1976, con la proclamazione della Repubblica Socialista del Vietnam.
Dal 4 luglio 1981 al 22 settembre 1992 il nome della carica fu presidente del Consiglio di Stato.

## Prerogative

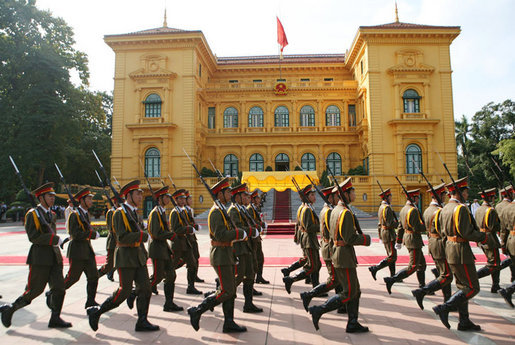
Palazzo presidenziale vietnamita, Hanoi

Il presidente del Vietnam (in vietnamita: Chủ tịch nước Việt Nam) è il capo di Stato della Repubblica Socialista del Vietnam, è eletto dall'Assemblea nazionale del Vietnam per un mandato di cinque anni e ha il compito di scegliere il primo ministro e i membri del governo tra i membri dell'Assemblea su indicazione di quest'ultima. È comandante in capo delle forze armate vietnamite, essendo presidente del Consiglio di difesa nazionale e di sicurezza.
Solitamente è anche un dirigente del Partito Comunista del Vietnam (fino al 1930, Partito Comunista Indocinese), unico partito ammesso nel Vietnam. Sinora i presidenti sono sempre stati uomini e membri dell'Assemblea nazionale.

## Lista
| Presidente                                                                | Presidente        | Presidente                       | Mandato           | Mandato           |
| Presidente                                                                | Presidente        | Presidente                       | Inizio            | Fine              |
| ------------------------------------------------------------------------- | ----------------- | -------------------------------- | ----------------- | ----------------- |
| Presidenti della Repubblica Democratica del Vietnam                       |                   |                                  |                   |                   |
| 1                                                                         |                   | Hồ Chí Minh                      | 2 settembre 1945  | 2 settembre 1969  |
| –                                                                         |                   | Huỳnh Thúc Kháng (ad interim)    | 31 maggio 1946    | 21 settembre 1946 |
| –                                                                         |                   | Tôn Đức Thắng (ad interim)       | 2 settembre 1969  | 23 settembre 1969 |
| 2                                                                         | 23 settembre 1969 | Tôn Đức Thắng (ad interim)       | 2 luglio 1976     |                   |
| Presidenti della Repubblica Socialista del Vietnam                        |                   |                                  |                   |                   |
| (2)                                                                       |                   | Tôn Đức Thắng                    | 2 luglio 1976     | 30 marzo 1980     |
| –                                                                         |                   | Nguyễn Hữu Thọ (ad interim)      | 30 marzo 1980     | 4 luglio 1981     |
| Presidenti del Consiglio di Stato della Repubblica Socialista del Vietnam |                   |                                  |                   |                   |
| 3                                                                         |                   | Trường Chinh                     | 4 luglio 1981     | 17 giugno 1987    |
| 4                                                                         |                   | Võ Chí Công                      | 18 giugno 1987    | 22 settembre 1992 |
| Presidenti della Repubblica Socialista del Vietnam                        |                   |                                  |                   |                   |
| 5                                                                         |                   | Lê Đức Anh                       | 22 settembre 1992 | 24 settembre 1997 |
| 6                                                                         |                   | Trần Đức Lương                   | 24 settembre 1997 | 27 giugno 2006    |
| 7                                                                         |                   | Nguyễn Minh Triết                | 27 giugno 2006    | 25 luglio 2011    |
| 8                                                                         |                   | Trương Tấn Sang                  | 25 luglio 2011    | 2 aprile 2016     |
| 9                                                                         |                   | Trần Đại Quang                   | 2 aprile 2016     | 21 settembre 2018 |
| –                                                                         |                   | Đặng Thị Ngọc Thịnh (ad interim) | 21 settembre 2018 | 23 ottobre 2018   |
| 10                                                                        |                   | Nguyễn Phú Trọng                 | 23 ottobre 2018   | 5 aprile 2021     |
| 11                                                                        |                   | Nguyễn Xuân Phúc                 | 5 aprile 2021     | 18 gennaio 2023   |
| -                                                                         |                   | Võ Thị Ánh Xuân (ad interim)     | 18 gennaio 2023   | 2 marzo 2023      |
| 12                                                                        |                   | Võ Văn Thưởng                    | 2 marzo 2023      | 21 marzo 2024     |
| -                                                                         |                   | Võ Thị Ánh Xuân (ad interim)     | 21 marzo 2024     | 22 maggio 2024    |
| 13                                                                        |                   | Tô Lâm                           | 22 maggio 2024    | 21 ottobre 2024   |
| 14                                                                        |                   | Lương Cường                      | 21 ottobre 2024   |                   |